# 能海
能海（のうかい、1886年1月20日 - 1967年1月1日）は、中国のチベット仏教と禅宗臨済宗の僧。字は緝熙と闊初、法名が能海で、俗姓は龔学光。四川省綿竹市漢旺鎮出身。

## 略歴
1886年、四川省綿竹市漢旺鎮に生まれる。父の龔常一は商人。母は張氏。幼年の時、両親が亡くなって、能海と姉は互いに頼りに生きて。14歳の時、能海は成都恒升通匹頭業店で丁稚になっている。20歳の時、陸軍学校卒業、卒業後は雲南講武堂教官を務める。1910年、能海は日本へ渡航し、政治と実業を考察する。能海は仏教に接触し始めた。
1924年（民国13年）、39歳で涪陵天宝寺にて出家得度、佛源に師事、禅宗臨済宗第44世法脈。1925年（民国13年）、成都市新都区の宝光寺の釈貫一のもとで具足戒を受ける。1928年から1940年まで、西藏宗喀巴大師28代継承者の康薩仁波切に師事する。
1936年、能海はネパールを経由して、インドで、海の輪廻上海。後、五台山の広済寺に住した。1937年、能海は成都市南郊の近慈寺くに住む、寺には住まなかったが再興に尽力し、威德殿、大師殿、藏経棒、沙弥堂、訳経院、金剛院、方丈寮創立。
1949年後、全国人大代表、山西省政協委員、中国仏教協会副会長、山西省仏教協会会長を歴任する。
1966年、毛沢東は文化大革命を発動する。広済寺茅蓬に移り、能海は集団労働に参加させられた。1967年1月1日、五台山碧山寺にて示寂。享年81で入滅。法臘43。

## 著書
- 『菩提道次第論科頌講記』
- 『皈依三宝始終学修攝要頌』
- 『四分律藏』